# Linia kolejowa Korosteń – Zwiahel
Linia kolejowa Korosteń – Zwiahel – linia kolejowa na Ukrainie łącząca stacje Korosteń Podolski oraz Korosteń ze stacją Zwiahel I. Zarządzana jest przez dyrekcję korosteńską Kolei Południowo-Zachodniej (oddział ukraińskich kolei państwowych).
Znajduje się w obwodzie żytomierskim. Na całej długości jest zelektryfikowana i jednotorowa.